# Ostariophysi
O grupo Ostariophysi é a segunda maior  superordem de peixes. Seus membros são chamados ostariofisianos. Este grupo contém nada menos que 8.000 espécies, sendo responsável por cerca de 28% das espécies de peixes conhecidas no mundo e 68% das espécies de água doce. Espécimes de Ostariophysi estão presentes em todo mundo, exceto na Antártica. As suas características comuns são uma substância de alarme e o Aparato weberiano. Entre membros do grupo estão peixes importantes para a indústria alimentícia, pesca esportiva, aquariofilia e outros.

## Taxonomia
A superordem é classificada assim:
- Série Anotophysi
  - Gonorynchiformes, possui 37 espécies.
- Série Otophysi (Euostariophysi)
  - Cypriniformes (minnows and allies), compreende cerca de 3.268 espécies, incluindo Cyprinidae, a maior família de peixes de água doce).
  - Characiformes (characins and allies), contém, pelo menos, 1.674 espécies.
  - Siluriformes (catfishes), com cerca de 1.727 espécies.
  - Gymnotiformes (electric eels, American knifefishes), contém, pelo menos, 173 espécies (algumas vezes, foram agrupados na ordem Siluriformes).

O monofiletismo dos ostariofisianos possui evidências moleculares.          Os Gonorynchiformes são mais aparentados com Clupeiformes do que com Otophysi. É possível que Gonorynchiformes e Clupeiformes formem um grupo monofilético. Existem evidências que relacionam  Ostariophysi e Clupeomorpha (o taxon Ostarioclupeomorpha, também conhecido como Otocephala, foi criado para descrever o possível monofiletismo do grupo).

## Evolução
Fósseis ostariofisianos, seja anotofisianos e otofisianos, datam do período Cretáceo.Fósseis ostariofisianos foram encontrados em todos os continentes, menos na Austrália.
Os Ostariofisianos encontram-se distribuídos pelo mundo todo, menos na Antártica.
Os Otofisios originaram-se em água doce, durante o Jurássico (c. 200-145 Ma), após a quebra do supercontinente Pangéia.
A divisão dos Otophysi em quatro clados relaciona-se intimamente com a divisão da Pangéia.  A separação da Laurasia, ao norte, de Gondwanna, ao sul, isolou as linhagens que deram origem aos modernos Cypriniformes e Characiphysi. Characiphysi foi subdividido em Characiformes (peixes ativos no período diurno) e Siluriphysi (peixes noturnos), que inclui os Siluriformes e Gymnotiformes.
Os Characiformes atuais ocorrem tanto na América do Sul como na África, sendo recentemente observados na América do Norte. Siluriphysi é caracterizado por muitos caracteres derivados, incluindo a eletrorecepção.
Siluriphysi originou-se antes da divisão da Gondwanna em América do Sul e África, no Aptiano (c. 110 Ma). A presença de vários táxons basais de Siluriphysi na América do Sul (Gymnotiformes, Diplomystidae, Loricariidea) sugere que o grupo possa ter se originado na porção oeste de Gondwanna. Alternativamente, os táxons basais podem ter se extinguido na África e os Siluriformes atuais podem ter se dispersado posteriormente, tornando-se cosmopolitas.

## Diversidade
Ostariophysi é a segunda maior superordem de teleósteos. O grupo é formado por 5 ordens e inclui uma diversidade muito grande de gêneros (1.075) e espécies (7.931), totalizando 68% das espécies de água doce e 28% das todas as espécies de peixes conhecidas. As quatro maiores famílias do grupo (Cyprinidae, Characidae, Loricariidae, e Balitoridae) incluem 4.656 espécies, responsáveis por mais de metade (59%) das espécies de ostariofíseos. Cyprinidae é a maior família de peixes de água doce e a segunda maior família de vertebrados (somente Gobiidae possui um maior número de espécies entre os vertebrados). Dentro do grupo são conhecidas apenas cerca de 123 espécies marinhas, pertencentes a quatro famílias (Chanidae, Gonorynchidae, muitos Ariidae e cerca de metade Plotosidae). As espécies são encontradas em todos os continentes, exceto na Antártica, Groelândia e Nova Zelândia. Dentro do grupo observamos extremos que vão desde o maior peixe de água doce capturado no mundo (Pangasiodon gigas; 2,7 metros de comprimento e 293 kg) até algumas espécies que medem apenas 12 mm (Danionella translucida). Alguns desses peixes podem respirar oxigênio atmosférico (Clariidae)ou viver fora d'água (Phreatobius cisternarum). Outros Ostariofisianos são capazes de produzir eletricidade (Malapteruridae, Gymnotiformes).